# Womyn's land
Womyn's land (Terre de femmes) désigne les communautés intentionnelles organisées par des lesbiennes pour créer un espace de contre-culture, sans présence d'homme,. Ces communautés sont issues d'un mouvement social du même nom qui s'est développé dans les années 1970 aux États-Unis, au Canada, en Australie, en Nouvelle-Zélande et en Europe occidentale. Beaucoup existent encore aujourd'hui.  Les communautés communiquent entre elles via les réseaux sociaux ou des publications imprimées comme Maize: A Lesbian Country Magazine,.
Womyn's lands expérimentent différentes formes de séparatisme lesbien. Il émerge à la suite du mouvement radical féministe à la fin des années 1960. Le séparatisme lesbien est basé sur l'idée que les femmes doivent vivre socialement et politiquement séparément des hommes, pour atteindre les objectifs du féminisme.  Selon Dana Shugar (en), les communautés séparatistes sont un moyen pour les femmes de parvenir à la libération féminine en se séparant de la société patriarcale dominante.   
Les Womyn's land génèrent de nombreuses critiques : non-inclusion des femmes bisexuelles ou hétérosexuelles, exclusion des personnes transgenres ;  conflits idéologiques avec les communautés locales  ; violence et les menaces de violence visant les résidentes ; et visibilité du mouvement lesbien. Parmi les exemples de communautés de femmes, on peut citer Hawk Hill Community Land Trust, HOWL, Susan B. Anthony Memorial Unrest Home (SuBAMUH) et Sugar Loaf Women's Village.  Aujourd'hui, ces communautés sont confrontées au déclin à mesure que les fondatrices vieillissent. Elles ont du mal à mobiliser les jeunes générations. 

## Terminologie
Les féministes ont utilisé différents vocables pour désigner les femmes (women), le plus notable est womyn. Les communautés intentionnelles séparatistes sont désignées comme womyn's land, la terre des lesbiennes, la terre des wimmin, les communautés landdyke ou la terre des femmes. Le mouvement social associé est également nommé le mouvement foncier des femmes, le mouvement foncier lesbien, le mouvement landdyke ou landyke et le mouvement foncier des femmes. La terre ouverte des femmes se réfère aux terres qui sont ouvertes à toute femme pour visiter, résider ou construire des maisons.

## Sanctificationists ou Woman's Commonwealth
Les Sanctificationists ou Woman's Commonwealth, qui se sont établies au Texas à la fin des années 1870, sont un mouvement précurseur des Womyn's lands aux États-Unis,,. 
Fondée de la fin des années 1870 au début des années 1880, les Sanctificationists, plus tard connues sous le nom de Woman's Commonwealth, est une communauté de femmes basée sur la terre à Belton, au Texas. La communauté est créée par Martha McWhirter et son groupe d'étude biblique de femmes sur des terres héritées lorsque les maris décèdent ou quittent le foyer. Les résidentes de la communauté sont des femmes avec leurs enfants à charge. Beaucoup d'entre elles ont fui des maris violents pour rejoindre la communauté. Les sœurs adhèrent aux idées féministes de la première vague et recherchent l'égalité spirituelle, économique et sociale pour les femmes. Elles pratiquent le célibat pour se libérer des rapports hétérosexuels, des besoins oppressifs des enfants et de l'éducation des enfants et de la violence masculine . Les sanctificationnistes réussissent économiquement. Elles gèrent plusieurs pensions, deux hôtels, forment des sociétés pour gérer leurs propriétés et exploitent deux fermes. Il y a entre 42 et 50 femmes membres, y compris une africaine-américaine considérée comme une ancienne esclave.  Dans les années 1880, les habitants de Belton reprochent aux sanctificationnistes d'être la cause de l'augmentation du nombre de séparations et de divorces, et de dévaloriser le mariage par leur pratique du célibat. En 1899, toute la commune déménage à Washington DC où elles ouvrent des pensions, un hôtel et participent à des organisations féministes urbaines. La communauté décline avec la mort de  Martha McWhirter en 1904. En 1917, les six dernières membres achètent une ferme dans le Maryland. La dernière membre de la communauté décède en 1983 à l'âge de 101 ans.

## Féminisme radical et séparatisme lesbien
Le féminisme radical est né au sein d'autres mouvements radicaux au cours des années 1960 parce que les militantes n'arrivaient pas à se faire entendre. Il affirme que les institutions patriarcales et les normes sociales qui composent la société sont à l'origine de l'oppression des femmes. Le féminisme radical se distingue des autres courants parce qu'il pense que la libération des femmes ne peut être réalisée que par la réorganisation de la société patriarcale, tandis que le féminisme traditionnel ou libéral cherche à mettre en place l'égalité dans le système actuel. Le féminisme radical se concentre également sur le sexe en tant que racine de l'oppression féminine, qui s'ajoute à l'oppression de classe et de race. Cell 16, Redstockings, The Radical Feminists #28 et The Furies Collective sont des groupes ou organisations  féministes radicales notoires sont aux États-Unis, . 
Au début du mouvement, le séparatisme lesbien est l'idée que les femmes peuvent et doivent vivre dans un environnement sans homme afin de transformer la société patriarcale. A mesure que le féminisme radicale et le séparatisme lesbien se développent, des tensions se forment entre les deux groupes. Par la suite, le séparatisme lesbien considère les hommes comme la principale source de l'oppression ; les hommes sont les seuls auteurs de problèmes économiques, sociétaux et culturels qui les oppressent. 

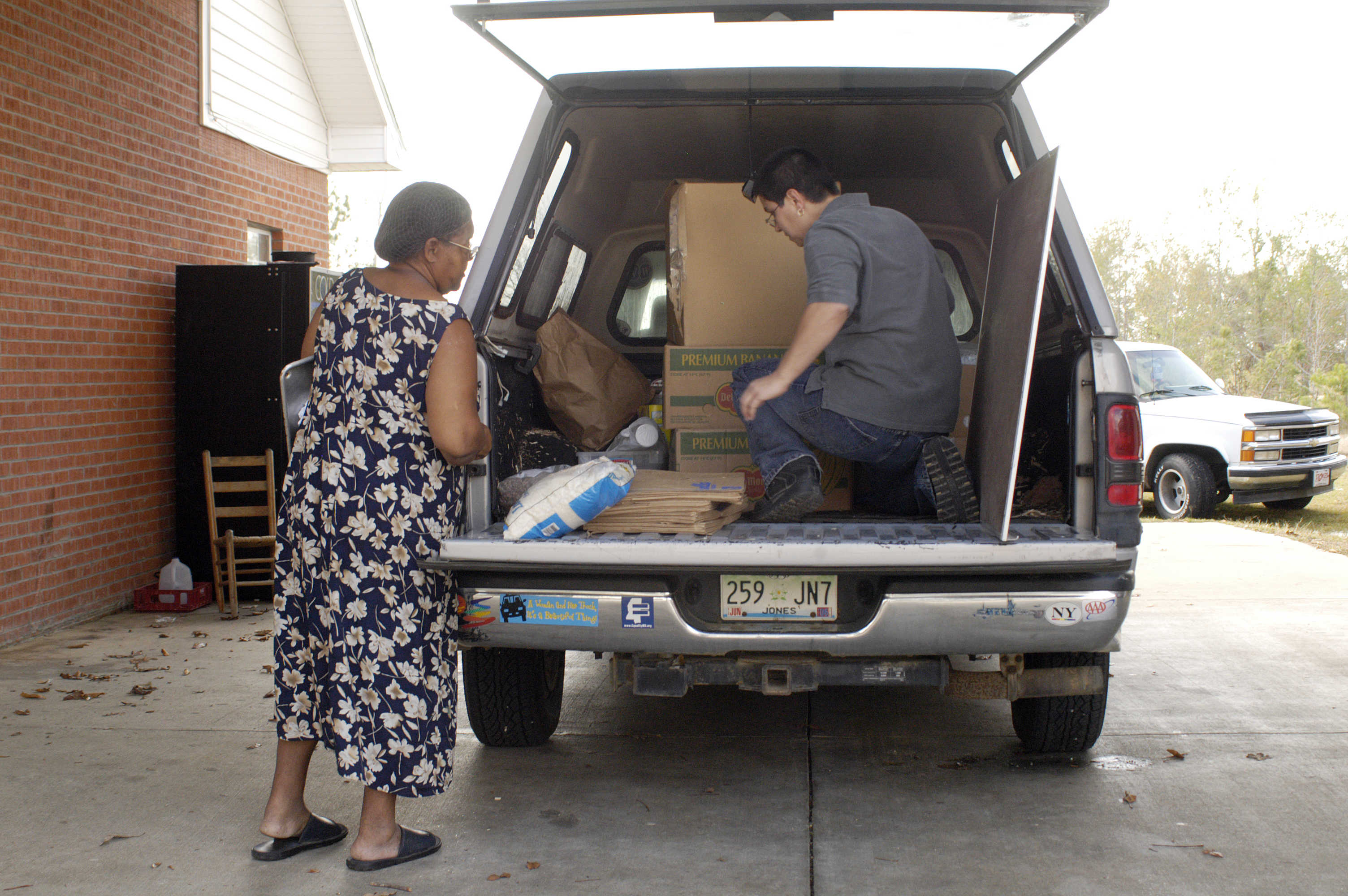
Les résidentes du Camp Sister Spirit sont actives dans leur communauté locale, donnant de la nourriture, des vêtements et d'autres fournitures.

## Communautés

### Australie
En 1974, Amazon Acres est fondée près de Wapuche, en Nouvelle-Galles du Sud,. En 1980 et 1982, plusieurs femmes d'Amazon Acres fondent Herland et The Valley / Vallee.

### États-Unis

#### Sud de l'Oregon
Entre 1972 et 1995, il y a au moins 39 communautés dans le sud de l'Oregon - principalement dans le comté de Douglas et de Josephine . Rootworks, Cabbage Lane, WomanShare, Golden, Fly Away Home, OWL Farm, Rainbow's End, Groundworks, WHO Farm et Copperland sont les principales communautés foncières de femmes dans le sud de l'Oregon. 

#### Oregon Women's Land Trust
L'Oregon Women's Land Trust est fondée en 1975 et possède 147 acres de terrain dans le comté de Douglas, appelé OWL Farm.

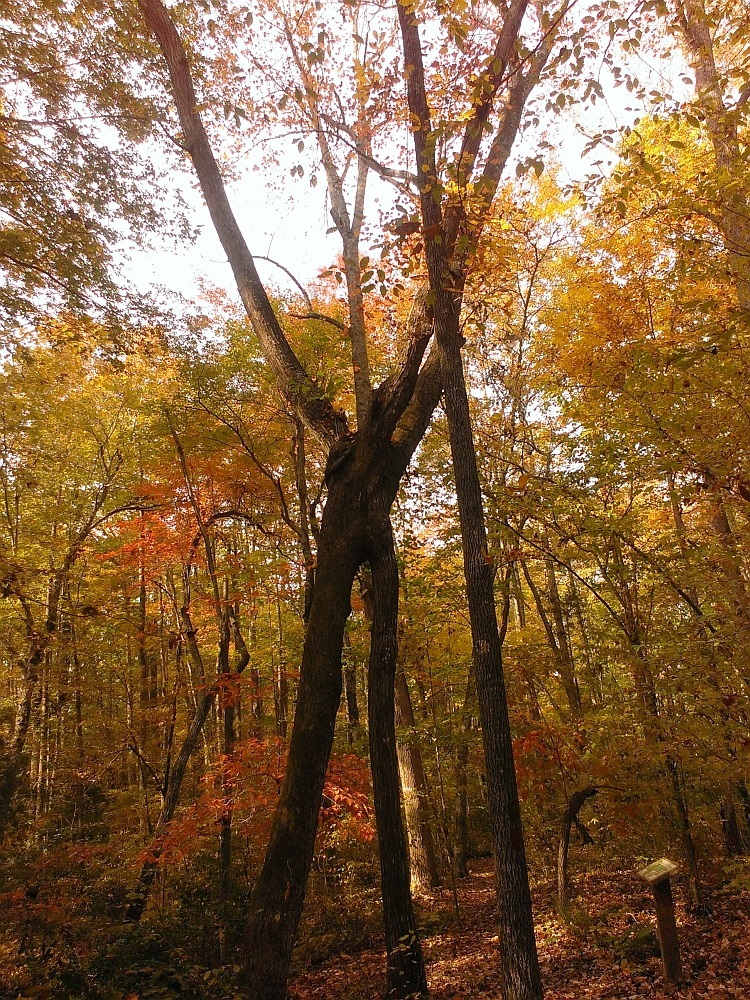
Arbres réunis à Bold Moon Farm dans les régions rurales du comté de Guilford, Caroline du Nord.

#### The Huntington Open Women's Land
Le Huntington Open Women's Land (HOWL) a été créé en 1989 sur 50 acres de terrain à Huntington, Vermont,.

#### Maat Dompim Womyn du projet Color Land
Amoja ThreeRivers et Blanche Jackson crée Maat Dompim, le Womyn of Color Land Project en 1992. C'est un centre de retraite et de conférence, où les femmes peuvent rester pendant de courtes périodes. Amoja ThreeRivers et Blanche Jackson passent sept ans à collecter de l'argent. En 1999, elles achètent 109 acres de terre dans le comté de Buckingham, en Virginie . Depuis 2015, personne ne vit sur la propriété.

## Listes des terres des femmes

### Communautés actives
- Adobeland (1978, Arizona ) [35] [36]
- Village d'Alapine (1997, Alabama ) [37] [38]
- Belly Acres (1975, Tennessee ) [38]
- Cabbage Lane Land Trust (1974, Oregon ) [39],[30] [40]
- Camp Sister Spirit (1993, Mississippi )  [10]
- Daughters of the Earth/DO (1976, Wisconsin ) [41]
- Dragon/DW Outpost / DW (1974, Missouri ) [38] [42]
- Fly Away Home (1976, Oregon ) [43] [40]
- Hawk Hill Community Land Trust  (1989, Missouri ) [11] [38]
- HOWL (1989, Vermont ) [31],[32]
- Maat Dompim Womyn de Color Land Project (1999, Virginie )
- New Mexico Women's Retreat [44]
- The North Forty / Long Leaf (1972, Floride ) [38]
- Oregon Women's Land Trust (1976, Oregon )  [40]
- Ozark Land Holding Association / OLHA (1981, Arkansas ) [45] [38]
- Pagoda (1977, Floride ) [38]
- Rainbow's End (1975, Oregon ) [46] [40]
- Raven Song / Rainbow's Other End  (1979, Oregon ) [47] [40]
- Rootworks (1975, Oregon )
- Steppingwoods (1975, Oregon ) [48] [40]
- Sugar Loaf Women's Village (1976, Floride )  [38]
- We'moon Land / We'Moon Healing Ground / Ferme de l'OMS (1973, Oregon ) [49] [46]
- Whispering Oaks ( Oregon ) [40] [50]
- WomanShare (1973, Oregon ) [51] [48]

### Communautés éteintes ou non séparatistes
Des communautés ont cessé d'exister. D'autres groupes ont changé leur structure, passant des terres des femmes à des communautés intentionnelles non séparatistes ou à des fiducies foncières.
- A Woman's Place (1974–1982, New York ) [53]
- Arco Iris (1977-présent, Arkansas )[52] [38]
- Cloudland (1990–1992) [38]
- Camp Pléiades (1995–2005) [38]
- Bold Moon Farm (1985–2010, Caroline du Nord ) [38]
- Full Moon Farm (1996-2000) [38]
- Gathering Root (1985-2011) [38]
- Greenhope (1983– ?, Vermont ) [54]
- Kvindelandet (1978-1983, Danemark ) [55]
- Sassafras (1976–1980, Arkansas) [38] [56]
- Supportive Healing Environment of Long-Living Lesbians / SHELL (1999–2001) [38]
- Something Special (1987–2011) [38]
- Susan B. Anthony Memorial Unrest Home / SuBAMUH (1979-présent) [57]
- Turtleland (1978–1985) [38]
- Yellowhammer (1974– ?, Arkansas )
- Whypperwillow / Whippoorwillow (1981–1987, Arkansas )  [38]

## Documentations

### Fictions
Plusieurs romans ont été publiés s'inspirant des terres de femmes. 
- L'Autre Moitié de l'homme (1975) et Lorsque tout changea (1972) de Joanna Russ
- Une femme au bord du temps (1976) de Marge Piercy
- Walk to the End of the World (1974) et Motherlines (1978) de Suzy McKee Charnas
- The Demeter flower (1980) de Rochelle Singer (aka Shelley Singer) [59]
- Daughters of a Coral Dawn (1984) par Katherine V. Forrest [60]
- Ammonite (1992) par Nicola Griffith
- Femme portant un fusil, par Sophie Pointurier, 2023

### Récits
- Weeding at Dawn: A Lesbian Country Life, Hawk Madrone détaille son séjour à Fly Away Home dans le sud de l'Oregon[43].
- Amazon Acres, You Beauty: Stories of Women's Lands, Australia (2017) est une série de récits de femmes,  par Sand Hall sur la terre des femmes australiennes Amazon Acres[28].
- Wild Mares: My Lesbian Back-to-the-Land Life (2018) de Dianna Hunter documente ses expériences sur la terre des femmes dans le Wisconsin[61].
- A Woman's Place: A Feminist Collective in the Adirondacks (2020) de Lorraine Duvall raconte l'histoire de A Woman's Place, une terre de femmes qui se trouvait dans le parc Adirondack à Athol, New York[62].

### Film
- Le film Lesbiana : A Parallel Revolution de Myriam Fougère en 2012 documente l'histoire du séparatisme lesbien, des terres de femmes et de la culture lesbienne aux États-Unis et au Canada. Il comprend des artistes, des activistes et d'autres femmes qui ont vécu sur des terres de femmes, qui ont assisté à des festivals de musique pour femmes ou qui ont participé à d'autres aspects de la culture lesbienne[63],[64]. Le film présente de nombreuses féministes lesbiennes notables, telles que Gloria Escomel, Nicole Brossard, Alix Dobkin, Marilyn Frye, Carolyn Gage, Sonia Johnson, Diane Heffernan, Evelyn Torton Beck, Sarah Hoagland et Julia Penelope.

### Balados
- Les terres lesbiennes d'Oregon (Avec Cassandre Di Lauro et Louise Toth)
- Série : Sortir les lesbiennes du placard (Épisode 3/4 - Une terre à soi)
- Un podcast à soi (22) - Ecoféminisme #2 : Retrouver la terre |  ARTE Radio Podcast
- «WomanShare collective » : une vie en terre lesbienne - Culture Prime